# Felix Tangawarima
Felix Tangawarima (Harare, 1958. március 23. –) zimbabwei nemzetközi labdarúgó-játékvezető.	

## Pályafutása

### Nemzeti játékvezetés
1988-ban lett az I. Liga játékvezetője. Az aktív nemzeti játékvezetéstől 2003-ban vonult vissza.

### Nemzetközi játékvezetés
A Zimbabwei labdarúgó-szövetség Játékvezető Bizottsága (JB) terjesztette fel nemzetközi játékvezetőnek, a Nemzetközi Labdarúgó-szövetség (FIFA) 1994-től tartotta nyilván bírói keretében. Több nemzetek közötti válogatott és klubmérkőzést vezetett. Az aktív nemzetközi játékvezetéstől 2003-ban a FIFA 45 éves korhatárát elérve búcsúzott.

#### Világbajnokság
A világbajnoki döntőhöz vezető úton Franciaországba a XVI., az 1998-as labdarúgó-világbajnokságra, Dél-Koreába és Japánba a XVII., a 2002-es labdarúgó-világbajnokságra, valamint Németországba a XVIII., a 2006-os labdarúgó-világbajnokságra a FIFA JB bíróként alkalmazta. Selejtező mérkőzéseket a Afrikai Labdarúgó-szövetség (CAF) zónában vezetett.

##### 1998-as labdarúgó-világbajnokság
| Időpont         | Helyszín                 | Mérkőzés típusa                     | Mérkőzés         | Eredmény | Nézők száma |
| --------------- | ------------------------ | ----------------------------------- | ---------------- | -------- | ----------- |
| 1996. június 2. | Nemzeti Stadion, Lobamba | előselejtező (1. kör-, 1. mérkőzés) | Szváziföld–Gabon | 0 – 1    | 10 000      |

##### 2002-es labdarúgó-világbajnokság
| Időpont           | Helyszín                              | Mérkőzés típusa                                    | Mérkőzés                              | Eredmény | Nézők száma |
| ----------------- | ------------------------------------- | -------------------------------------------------- | ------------------------------------- | -------- | ----------- |
| 2000. április 30. | Machava Stadion, Maputo               | előselejtező (első kör-, B. csoport-, 2. mérkőzés) | Mozambik–Szudán                       | 2 – 1    | 7235        |
| 2000. július 9.   | Martyrs Stadion, Kinshasa             | előselejtező (2. kör-, D. csoport-, 1. mérkőzés)   | Kongói Demokratikus Köztársaság–Kongó | 2 – 0    | 60 000      |
| 2001. január 28.  | Cidadela Stadion, Luanda              | előselejtező (2. kör-, A. csoport-, 1. mérkőzés)   | Angola–Líbia                          | 3 – 1    | 55 000      |
| 2001. február 24. | Prince Moulay Abdellah Stadion, Rabat | előselejtező (2. kör-, C. csoport-, 1. mérkőzés)   | Marokkó–Szenegál                      | 0 – 0    | 60 000      |
| 2001. március 11. | Sports Stadion, Accra                 | előselejtező (2. kör-, B. csoport-, 1. mérkőzés)   | Ghána–Nigéria                         | 0 – 0    | 34 491      |
| 2001. május 20.   | El Menzah Stadion, Tunisz             | előselejtező (4. csoport)                          | Tunézia–Elefántcsontpart              | 1 – 1    | 40 000      |
| 2001. július 29.  | Cidadela Stadion, Luanda              | előselejtező (2. kör-, A. csoport-, 2. mérkőzés)   | Angola–Togo                           | 1 – 1    | 56 260      |

#### Európa-bajnokság
Svájc rendezte a 13., a 2002-es U21-es labdarúgó-Európa-bajnokságot, ahol a FIFA/UEFA JB vendég bíróként foglalkoztatta.
| Időpont         | Helyszín                     | Mérkőzés típusa           | Mérkőzés           | Eredmény |
| --------------- | ---------------------------- | ------------------------- | ------------------ | -------- |
| 2002. május 19. | Les Charmilles Stadion, Genf | előselejtező (B. csoport) | Belgium–Csehország | 0 – 1    |

#### Afrikai nemzetek kupája
Ghána és Nigéria a 22., a 2000-es afrikai nemzetek kupát 
és Mali a 23., a 2002-es afrikai nemzetek kupát rendezte, ahol az  Afrikai Labdarúgó-szövetség (CAF) JB bíróként alkalmazta.

##### 2000-es afrikai nemzetek kupája
| Időpont          | Helyszín               | Mérkőzés típusa        | Mérkőzés                       | Eredmény | Nézők száma |
| ---------------- | ---------------------- | ---------------------- | ------------------------------ | -------- | ----------- |
| 2000. január 28. | Nemzeti Stadion, Lagos | selejtező (D. csoport) | Nigéria–[[Kongói Köztársaság]] | 0 – 0    | 60 000      |
| 2000. február 7. | Nemzeti Stadion, Lagos | egyik negyeddöntő      | Nigéria–Szenegál               | 1 – 1    | 60 000      |

##### 2002-es afrikai nemzetek kupája
| Időpont          | Helyszín                                | Mérkőzés típusa        | Mérkőzés                                         | Eredmény | Nézők száma |
| ---------------- | --------------------------------------- | ---------------------- | ------------------------------------------------ | -------- | ----------- |
| 2002. január 21. | Március 26. Stadion, Bamako             | selejtező (A. csoport) | Algéria–Nigéria                                  | 0 – 1    | 10 000      |
| 2002. január 29. | Abdoulaye Nakoro Cissoko Stadion, Keyes | selejtező (C. csoport) | Kongói Demokratikus Köztársaság–Elefántcsontpart | 3 – 1    | 12 000      |

#### Konföderációs kupa
Dél-Korea és Japán rendezte az 5., a 2001-es konföderációs kupát, ahol a FIFA JB mérkőzésvezetéssel bízta meg.
| Időpont         | Helyszín                     | Mérkőzés típusa        | Mérkőzés          | Eredmény | Nézők száma |
| --------------- | ---------------------------- | ---------------------- | ----------------- | -------- | ----------- |
| 2001. május 30. | Világbajnoki Stadion, Szuvon | selejtező (A. csoport) | Mexikó–Ausztrália | 0 – 2    | 6232        |

#### Olimpia
Ausztrália adott otthont a XXVII., a 2000. évi nyári olimpiai játékok labdarúgó tornájának, ahol a FIFA hivatalnokként foglalkoztatta.
| Időpont              | Helyszín                          | Mérkőzés típusa        | Mérkőzés                        | Eredmény | Nézők száma |
| -------------------- | --------------------------------- | ---------------------- | ------------------------------- | -------- | ----------- |
| 2000. szeptember 17. | Cricket Ground Stadion, Melbourne | selejtező (B. csoport) | Spanyolország–Chile             | 1 – 3    | 58 061      |
| 2000. szeptember 23. | Hindmarsh Stadion, Adelaide       | egyik negyeddöntő      | Amerikai Egyesült Államok–Japán | 2 – 2    | 18 345      |

## Sportvezetőként
A Zimbabwei Labdarúgó-szövetség Játékvezető Bizottságának (JB) koordinátora, oktatója. A FIFA/CAF JB oktatója, ellenőr.

## Szakmai sikerek
2005-ben a nemzetközi játékvezetés hírnevének erősítése, hazájában 10 éve a legmagasabb Ligában (osztályban) folyamatosan tevékenykedő, eredményes pályafutása elismeréseként, a FIFA JB felterjesztésére az 1965-ben alapított International Referee Special Award címmel és oklevéllel tüntette ki.